# Charles Douglas-Home (jornalista)
Charles Cospatrick Douglas-Home (Londres, 1 de setembro de 1937 - 29 de outubro de 1985) foi um jornalista escocês que serviu como editor do The Times de 1982 até sua morte.
Douglas-Home era o filho mais novo do honorável Henry Douglas-Home (de seu primeiro casamento com Lady Margaret Spencer) e sobrinho do ex-primeiro ministro britânico Alec Douglas-Home. Nascido em Londres, ele foi educado no Eton College e depois ingressou no exército britânico em 1956 no Royal Scots Greys. Ao deixar o Exército, passou nove meses no Canadá, sustentando-se com a venda de livros e enciclopédias. Então serviu como ajudante de campo de Sir Evelyn Baring, que era governador do Quênia, no auge da insurgência de Mau Mau. Durante esse ano (1958 – 1959), Douglas-Home encontrou seu gosto pela política internacional. Mais tarde, escreveu a biografia Evelyn Baring: the Last Proconsul (1978).
Quando retornou ao Reino Unido, queria trabalhar na televisão, mas foi rapidamente rejeitado porque seu sotaque e abordagem pareciam errados e ele não tinha treinamento em jornalismo. Isso o levou a ir aos jornais tendo trabalhado no Scottish Daily Express, cobrindo as últimas notícias.
Em 1965 foi nomeado para suceder a Alun. Gwynne-Jones como correspondente de defesa do The Times. Ele cobriu a Guerra dos Seis Dias e a invasão soviética da Tchecoslováquia. Desde 1970, ele foi um features editor e, em 1973, tornou-se home editor.
William Rees-Mogg ficou impressionado com a abordagem de Douglas-Home e o tornou editor estrangeiro em 1978. Ele era candidato ao cargo de redator quando Rupert Murdoch assumiu o papel em 1981, mas Harold Evans foi nomeado com Douglas-Home como seu substituto. No entanto, um ano depois, Murdoch e Evans tiveram uma discussão espetacular sobre a independência editorial,[carece de fontes?] e Douglas-Home substituiu o último como editor. Ele editaria o The Times de 1982 a sua morte em 1985.
Douglas-Home estabilizou o jornal, que ele havia herdado em um estado desagradável após o fechamento de um ano, bem como o choque da demissão de Harold Evans e, em seguida, iniciou um processo constante de aprimoramento. Sob sua liderança, o Times dobrou sua circulação para 500.000. Embora firmemente conservador na linha editorial dos líderes do jornal, Douglas-Home estava ao mesmo tempo comprometido com a tradição de reportagens imparciais. Ele continuou a editar o artigo com grande coragem através de sua longa e dolorosa doença.
Douglas-Home morreu de câncer aos 48 anos. Deixou a viúva Jessica Gwynne e dois filhos Tara (nascida em 1969) e Luke (nascida em 1971). Foi sucedido como editor por Charles Wilson.
O Charles Douglas-Home Memorial Trust Award foi estabelecido em sua homenagem para premiar escritores sobre assuntos de defesa, relações exteriores, democracia, prerrogativa real no século XXI ou música.